# Байбара Тетяна Миколаївна
Тетя́на Микола́ївна Байбара́ (11 березня 1954, Лизівка, Полтавська область — 27 лютого 2011, Україна) — педагог, кандидат педагогічних наук (1988), доцент (1991), старший науковий співробітник, авторка підручників та посібників для початкової школи та студентів ЗВО.

## Біографічні дані
Народилася 11 березня 1954 року в Лизівці Машівського району Полтавської області в селянській родині. Закінчила Кошманівську середню школу із золотою медаллю. З 1971 по 1976 рік навчалася на стаціонарному відділенні природничого факультету Полтавського державного педінституту ім. В. Г. Короленка, отримала диплом з відзнакою.  
З 1976 року працювала вчителем біології та хімії Семенівської середньої школи. У 1979 році почвла працювати у ПДПІ. Спочатку — асистентом кафедри педагогіки та методики початкового навчання педагогічного факультету. 
У 1984 році зарахована на стаціонарне відділення аспірантури НДІ педагогіки за спеціальністю теорія та історія педагогіки, науковим керівником була О. Я. Савченко. У 1988 році захистила кандидатську дисертацію на тему «Дидактичні умови ефективного використання дослідницького методу в навчанні молодших школярів». З 1993 по 1996 рік в докторантурі НДІ педагогіки, науковий керівник той самий. 
З листопада 1987 року — старший викладач кафедри педагогіки та методики початкового навчання ПДПІ. У 1991 році здобула наукове звання доцента цієї кафедри, а з 1992 по 1993 рік очолювала її. З листопада 1996 по липень 1998 року на посаді доцента кафедри педагогіки та методики початкового навчання. З 2000 року очолила лабораторію початкової освіти Інституту педагогіки АПНУ. 
Померла 27 лютого 2011 року внаслідок важкої хвороби.

## Наукова робота
Під науковим керівництвом вченої лабораторія розробляла актуальні наукові теми «Зміст та методичне забезпечення державних стандартів початкової освіти», «Наукові засади методичного забезпечення навчальновиховного процесу в початковій школі», «Науково-методичне забезпечення контролю та оцінювання навчальних досягнень учнів початкових класів на засадах компетентнісного підходу» тощо.
Авторка майже 170 науково-методичних праць. Серед яких державні стандарти початкової освіти, зошити для початкової школи, підручники «Я і Україна», «Природознавство», які перекладені російською, польською, угорською, кримсько-татарськими мовами, методичні посібники для вчителів, навчальні програми, підручники для студентів педфакультетів із методики навчання, публікації у наукових збірниках, матеріалах наукових конференцій, періодичних виданнях тощо. Більшість наукових праць ученої присвячені проблемам теорії та методики навчання природознавства, формуванню педагогічного мислення майбутніх учителів початкових класів та їх професійній підготовці.

## Нагороди та відзнаки
- Нагрудний знак НАНУ «За наукові досягнення» (2001);
- Почесна грамота Міністерства освіти України (2001);
- Нагрудний знак «Відмінник освіти України» (2002);
- Подяка голови Київської міської державної адміністрації (2002);
- Почесний диплом Дев’ятої міжнародної виставки навчальних закладів «Сучасна освіта в Україні — 2006» (2006);
- Нагрудний знак МОНУ «За наукові досягнення» (2007);
- Подяка Прем'єр-міністра України (2009);
- Почесна грамота Верховної Ради України (2010)[1].